# Andrzej Urbański (ksiądz)
Andrzej Urbański, SDS (ur. 11 maja 1947 w Rajczy, zm. 15 marca 2019 w Bagamoyo) – polski duchowny katolicki, przełożony generalny salwatorianów, misjonarz.

## Edukacja i formacja
W latach 1954–1961 uczęszczał do szkoły podstawowej w Leśnej, następnie do liceum ogólnokształcącego w Żywcu. 14 sierpnia 1963 rozpoczął nowicjat w zgromadzeniu salwatorianów w Bagnie z jasną motywacją zostania misjonarzem. 15 sierpnia 1964 złożył pierwszą profesję zakonną przyjmując imię zakonne Piotr (w 1966 powrócił do imienia chrzcielnego).
W latach 1964–1966 w domu zakonnym Krakowie-Zakrzówku uzupełnił średnie wykształcenie. W 1966 zdał maturę i rozpoczął studia Wyższego Seminarium Duchownego Salwatorianów w Bagnie. Po ukończeniu pierwszego roku filozofii, mimo protestów został wcielony do jednostki wojskowej w Szczecinie Podjuchach. Podczas dwuletniej służby wielokrotnie karany i prześladowany za obronę wartości religijnych. Drugi rok filozofii ukończył korespondencyjnie. Studia teologiczne kontynuował w latach 1969-1973 uczęszczając do Instytutu Księży Misjonarzy w Krakowie. W 1970 złożył profesję wieczystą w zgromadzeniu salwatorianów. 9 czerwca 1973 w kościele Nawrócenia św. Pawła w Krakowie otrzymał święcenia kapłańskie z rąk bpa Stanisława Smoleńskiego. Po święceniach został wikariuszem i katechetą w parafii NMP Matki Zbawiciela w Mikołowie.

## Misje
W sierpniu 1974 wyjechał do Anglii kontynuować naukę języka angielskiego, a następnie 25 stycznia 1975 dotarł drogą lotniczą do Dar es Salaam. W 1977 został magistrem nowicjatu, a następnie przez trzy kadencje od 1981 był przełożonym misji w Tanzanii. Jednocześnie podjął starania reaktywacji działalności misyjnej salwatorianów w Indiach zwieńczone w 1990 założeniem domu formacyjnego w Bengaluru. Z jego inicjatywy powstało Salwatoriańskie Wyższe Seminarium Duchowne w Morogoro, pierwsza między zakonna uczelnia w Tanzanii (obecnie Jordan University College).

## Zarząd generalny
XV Kapituła Generalna Towarzystwa Boskiego Zbawiciela w 1993 powierzyła mu urząd wikariusza generalnego salwatorianów oraz sekretarza generalnego do spraw misji. Kolejne kapituły generalne w 1999 i 2006 powierzyły mu urząd przełożonego generalnego, który pełnił do 2013. Przez 19 lat jego  pracy w zarządzie generalnym zgromadzenia nastąpił rozwój misyjny zgromadzenia, powstało wiele nowych fundacji misyjnych.

## Ostatnie lata
W 2013 powrócił do Polski, by po roku udać się ponownie do Tanzanii. Ze względów zdrowotnych w 2016 wrócił do Polski, przez ostatnie lata posługiwał w Parafii Najświętszej Maryi Panny Królowej Polski w Bielsku-Białej